# Općina Čair
Čair (alb. Çairi, mak. Чаир) je jedna od 10 općina koje tvore grad Skoplje, glavni grad Sjeverne Makedonije.
Ova općina je povijesni centar današnjeg Skoplja.

## Zemljopisne odlike
Čair se nalazi na lijevoj obali rijeke Vardar, nasuprot modernom dijelu grada Skoplja (XIX - XX st). 
Općina Čair graniči sa; Općinom Centar na jugo zapadu, Općinom Karpoš na zapadu, Općinom Butel na sjeveru i Općinom Gazi Baba na istoku.

## Povijest
Najstariji dijelovi grada Skoplja nalaze se u općini Čair, od Stare Čaršije (koja je centar grada od XII st.), utvrde Kale, Bit Pazara, i brojnih džamija. U Čairu je dominantan osmanski utjecaj u mnogim detaljima.

## Stanovništvo
Po posljednjem službenom popisu 2002 općina Čair imala je 64 773 stanovnika.
Nacionalni sastav:
- Albanci = 36 921
- Makedonci = 15 628
- Turci = 4 500
- Romi = 3 083
- Bošnjaci = 2 950
- Ostali

## Vanjske poveznice
- Općine Sjeverne Makedonije